# Імперія (діловий комплекс)
Діловий комплекс «Імперія» (рос. Деловой комплекс «Империя») — 60-поверховий хмарочос, який об'єднав офісні приміщення класу А, апартаменти і громадський простір розташований на ділянці 4 Московського міжнародного ділового центру. Знаходиться за адресою Пресненська набережна 6, будівля 2.
Загальна площа комплексу складає 203 191 м², з них 121 497 м² — офісні приміщення, 45 377 м² — апартаменти.
Комплекс розташований в безпосередній близькості від станції метро «Виставкова» і в крокової доступності від станції метро «Міжнародна».
Вежа була здана в експлуатацію 23 листопада 2011 року. Її відкрив в урочистій обстановці перший заступник мера в уряді Москви Володимир Ресін.
Будівництво другої черги почалося в 2013 році.